# 中国人民政治协商会议第二届全国委员会委员名单
中国人民政治协商会议第二届全国委员会共有委员559人，任期为1954年12月至1959年4月。

## 主席、副主席、秘书长
- 主席：周恩来
- 名誉主席：毛泽东
- 副主席：宋庆龄、董必武、李济深、张澜、郭沫若、彭真、沈钧儒、黄炎培、何香凝、李维汉、李四光、陈叔通、章伯钧、陈嘉庚、班禅额尔德尼·却吉坚赞、包尔汉
- 秘书长：邢西平

## 常务委员
王芸生、王宗槐、王首道、王从吾、王稼祥、史良、吉雅泰、安子文、朱学范、朱蕴山、吴晗、吴溉之、吴鸿宾、吴耀宗、吕正操、李六如、李纯青、李葆华、李德全、李烛尘、沈雁冰、车向忱、周叔弢、周建人、邵力子、施复亮、唐生智、孙起孟、马叙伦、马寅初、高崇民、康生、张治中、张奚若、张经武、张际春、梁希、章乃器、许广平、许德珩、陈少敏、陈正人、陈伯达、陈其尤、陈铭枢、陈毅、傅作义、彭泽民、盛丕华、程潜、黄琪翔、杨尚昆、楚图南、达赖喇嘛·丹增嘉措、刘文辉、刘晓、蔡廷锴、邓小平、邓初民、郑位三、卢汉、钱端升、龙云、罗隆基、谭震林
1956年2月7日第二次会议增补：
达浦生、侯德榜、卫立煌、钟惠澜
1957年3月20日第三次会议增补：
王绍鏊、王葆真、叶恭绰、刘王立明、刘斐、章士钊、陶孟和、喜饶嘉错

## 委员

### 中国共产党（40名）
王首道、吴溉之、李卓然、周恩来、张经武、陈希云、杨尚昆、赵毅敏、王从吾、吕正操、李葆华、马文瑞、张际春、陈毅、叶季壮、刘秀峰、王鹤寿、李井泉、李楚离、康生、张曙时、陶铸、董必武、滕代远、安子文、李六如、李维汉、张子意、张玺、曾山、邹大鹏、邓小平、何长工、李木菴、邢西萍、张唯一、许涤新、黄敬、赵尔陆、谭震林

### 中国国民党革命委员会（25名）
丁超五、余心清、李蒸、梅龚彬、贺贵严、王菊人、李平衡、李济深、许宝骙、杨亦周、王葆真、李民欣、邵力子、陈建晨、刘孟纯、甘祠森、李俊龙、范予遂、陈铭枢、蔡廷锴、朱蕴山、李紫翔、张治中、宁武、卢郁文

### 中国民主同盟（25名）
千家驹、史良、田一平、吴景超、沈钧儒、沙彦楷、辛志超、周新民、周鲸文、林仲易、胡一声、胡愈之、徐寿轩、高一涵、高崇民、张澜、章伯钧、郭则沉、郭翘然、杨子廉、贾子群、潘光旦、邓初民、罗子为、罗隆基

### 中国民主建国会（25名）
王新元、吴羹梅、吴觉农、李烛尘、周士观、金学成、施复亮、胡厥文、唐巽泽、孙起孟、浦洁修、章乃器、章元善、陈维稷、陈邃衡、彭一湖、盛康年、华煜卿、黄炎培、黄长水、黄凉尘、黄墨涵、杨卫玉、荣毅仁、刘一峰

### 无党派民主人士（12名）
丁西林、向达、吴有训、吕叔湘、沈浮、洪深、马寅初、张奚若、符定一、郭沫若、郑昕、饶毓泰

### 中国民主促进会（12名）
王绍鏊、王历畊、吴研因、李平心、李霁野、周建人、金通尹、柯灵、马叙伦、陈秋安、冯少山、葛志成

### 中国农工民主党（12名）
王一帆、王人旋、王寄一、李伯球、季方、唐午园、陈卓凡、彭泽民、黄琪翔、黄农、董爽秋、邓昊明

### 中国致公党（6名）
伍觉天、官文森、陈其尤、黄鼎臣、雷沛鸿、严希纯

### 九三学社（12名）
王之相、孙承佩、孙荪荃、涂长望、袁翰青、高觉敷、许德珩、劳君展、税西恒、裴文中、黎锦熙、卢于道

### 台湾民主自治同盟（6名）
王天强、田富达、李纯青、杨春松、谢雪堂、简仁南

### 中国新民主主义青年团（10名）
王宗槐、李希凡、李明、李培根、辛甫、胡耀邦、孙维世、张大中、张超、陈琏

### 中华全国总工会（28名）
王榕、朱学范、何英才、吴平、吴树琴、李时良、狄子才、谷小波、周颖、易礼容、祝志澄、郗占元、马佩勋、马纯古、马辉之、张金保、张烈、张修竹、陈少敏、陈用文、陈希文、陈郁、杨之华、刘达潮、刘晓、萧明、赖若愚、锺民

### 农民（10名）
王录、王观澜、李登瀛、杜润生、张维城、郭芳、陈正人、蔡子伟、郑位三、韩启民

### 中华全国民主妇女联合会（26名）
丁是娥、于蓝、尹羲、王汝琪、王雪莹、李健生、沈兹九、沈粹缜、林斯馨、草明、马义努尔、曹孟君、章蕴、许广平、陆秀、陆璀、彭国珍、曾昭燏、汤蒂因、云秀桐、邹仪新、刘王立明、邓裕志、郑芸

### 中华全国民主青年联合会（10名）
丁聪、北辰、方光宇、吴晗、施如璋、孙孚凌、涂羽卿、郝诒纯、叶至善、关若鸾

### 合作社（8名）
于树德、王良、白如冰、江仲华、张启龙、张越霞、刘昆水、黎晓

### 中华全国工商业联合会（26名）
王少岩、朱梦苏、李国伟、邦达养璧、周叔弢、周苍柏、武百祥、胡子昂、苗海南、淩其峻、凌东林、席文光、张敬礼、郭棣活、陈叔通、陈祖沛、陈经畬、汤元炳、盛丕华、黄玠然、温少鹤、经叔平、叶雨田、刘靖基、刘鸿生、巩天民

### 中国文学艺术界联合会（26名）
方晓天、何其芳、吴天保、吴晓邦、李再雯、杜鹏程、沈雁冰、金国富、纳·赛音朝克图、徐绍清、马可、康巴尔汗·艾买提、张景祜、张骏祥、連闊如、陈其通、喻宜萱、焦菊隐、舒绣文、叶浅予、董希文、赵得贤、郑奕奏、薛觉先、韩俊卿、苏育民

### 自然科学团体（23名）
任鸿隽、何之泰、吴学周、宋叔和、李四光、李连捷、周拾禄、侯德榜、施汝为、茅以升、孙越崎、涂治、张德庆、梁希、陈康白、陶述曾、杨树棠、叶渚沛、赵九章、蔡方荫、蔡邦华、谢家荣、苏步青

### 社会科学团体（13名）
王寅生、王瑶、李达、李剑农、季羡林、金岳霖、郭大力、陈伯达、陈岱孙、陶孟和、冯定、楼邦彦、罗尔纲

### 教育界（20名）
尹赞勋、司彰露、江恒源、何鲁、沈体兰、车向忱、辛树帜、姜立夫、柳湜、胡庶华、孙淑芝、徐楚波、桑热嘉错、陈鹤琴、陆侃如、曾昭抡、费青、黄松龄、董守义、刘锡瑛

### 新闻出版界（10名）
王子野、王芸生、朱穆之、徐迈进、浦熙修、张明养、张磐石、曹谷冰、傅彬然、邓季惺

### 医药卫生界（14名）
孔伯华、金宝善、傅连暲、石筱山、李宗恩、承澹盦、林范洪、侯宗濂、施今墨、张辅忠、陈景云、赵树屏、锺惠澜、苏井观

### 对外和平友好团体（16名）
王稼祥、吴茂荪、宋庆龄、周炳琳、范长江、淩其翰、涂允檀、陈翰笙、彭真、楚图南、刘泽荣、郑振铎、冀朝鼎、钱俊瑞、钱端升、阎宝航

### 社会救济福利团体（11名）
丑子冈、李德全、胡兰生、浦化人、康克清、陈其瑗、陈维博、黄乃、熊瑾玎、刘清扬、颜福庆

### 少数民族（20名）
刀承宗、甘春雷、白海风、吉雅泰、朱德海、吴鸿宾、李呈祥、拉敏·益喜楚臣、阿不都哈依尔·吐烈、阿旺嘉措、阿侯尼日哈格、班禅额尔德尼·确吉坚赞、索康·旺清格来、索观瀛、高耀星、张超伦、黄松坚、载涛、达赖喇嘛·丹增嘉措、包尔汉

### 华侨（16名）
尤扬祖、王炎之、王纪元、王汉杰、司徒美堂、伍治之、何香凝、吴应奎、李铁民、陈占梅、陈嘉庚、杨汤城、杨新容、叶鹤汀、刘明电、颜子俊

### 宗教界（12名）
色来、吴耀宗、查干葛根、夏日仓、祜巴猛、马松亭、陈崇桂、喜饶嘉错、虚云、董文隆、达浦生、赵朴初

### 特别邀请人士（85名）
仇鳌、方鼎英、王少春、王克俊、王复初、王树常、巨赞、申伯纯、光升、何公敢、何思源、何柱国、吴家象、吴绍澍、吕复、李振、李根源、李觉、沈肇年、周太玄、周作民、周亚卫、周思诚、周祥初、周善培、周锺嶽、侯镜如、唐生智、唐星、孙兰峰、秦德君、翁文灏、茹欲立、马一浮、马文鼎、马震武、高桂滋、康同璧、张之江、张天放、张仲鲁、张轸、张钫、曹伯闻、梁漱溟、章士钊、郭宗汾、陈公培、陈瑾昆、陈铁、傅正模、傅作义、乔明礼、曾苏元、曾震五、焦实斋、程星龄、程潜、冯友兰、黄绍竑、黄雍、黄宾虹、杨公庶、杨拯民、杨树达、楚溪春、叶恭绰、董宋珩、熊佛西、端木杰、赵启騄、刘文辉、刘仲容、刘多荃、刘定五、刘瑶章、邓文翚、邓哲熙、鲁崇义、卢汉、龙云、谢南光、罗广文、苏炳文、顾颉刚
1956年1月10日第二次会议增补：
刘锡五、戴戟、李相符、陈调甫、钱学森、袁鹤济、方方、丁果仙、刀栋庭、于滋潭、王一鸣、王之玺、王文成、王玉坤、王乐堦、王家桢、王国骥、王淦昌、王德舆、王遵明、邓叔群、冉雪峰、甘文芳、白薇、龙冬花、朱元鼎、朱物华、朱启钤、孙云铸、孙维忠、刘文典、刘念义、刘淑清、刘静宜、刘赜、刘芦隐、关玉和、何贤、余名钰、余宝笙、吴学蔺、李杜、李沛文、李薰、杜君慧、杜巍、汪猷、沈从文、陈半丁、陈兆毅、陈序经、陈学昭、陈寅恪、陈翠贞、周诒春、周凤九、孟继懋、岳劼恒、拉希达、易见龙、林炎城、金芝轩、金润庠、欧协·土登桑却、罗大英、罗文瑞、罗宗洛、侯德封、俞大绂、姚克方、赵君迈、赵洪璋、赵庆杰、凌莎、唐弢、唐钺、徐振骐、马大猷、马永顺、高卓雄、高凤志、张士琅、张有谷、张孝骞、张述祖、张国淦、郭绍江、郭琳爽、陶亨咸、傅抱石、汤传篪、费启能、费彝民、黄天启、黄文熙、黄育贤、黄省三、黄鸣龙、黄德茂、杨开渠、董渭川、廖安邦、廖霭庭、熊大仕、庆承道、卢明道、卢庆骏、穆芝房、卫立煌、卫仲乐、钱令希、阎迦勒、鲍国宝、薛笃弼、谢志光、锺成亮、蓝马、顾宜孙、顾敬心
1957年2月17日第三十四次会议增补：
张执一、徐永祚、秦伯未、朱继圣、马师曾、陈达为、孟目的、博彦满都、王源兴、王冷斋、王枕心、王宽诚、王琎、邓士章、邓介松、古耕虞、厉无咎、安若定（又名：安剑平）、朱大纯、朱石麟、朱光潜、米暂沉、孙瑞芝、刘次玄、刘昌义、刘斐、刘敬宜、何北衡、吴文藻、吴晋航、李培基、汪德昭、沈方成、沈尹默、陈铭德、劳敬修、孟鞠如、岳崇岱、帕巴拉·格列朗杰、林虎、郑晓沧、罗翼群、柯璜、赵昱、徐森玉、徐诵明、马次青、崔载之、康心之、张文裕、张志和、张香桐、张振汉、张颐、连瑞琦、郭永怀、郭任之、郭秀珍、彭杰如、程希孟、覃异之、黄启汉、黄翔、黄新彦、杨崇瑞、董竹君、资耀华、贾亦斌、邹秉文、熊十力、熊秉坤、谢少文、谢无量、萧作霖、谭云山